# Bahnhof Mainz-Bischofsheim
Der Bahnhof Mainz-Bischofsheim ist der Bahnhof der hessischen Gemeinde Bischofsheim. Da Bischofsheim zwischen 1930 und 1945 ein Stadtteil von Mainz war und der Bahnhof danach nicht rückbenannt wurde, hat sich der Zusatz „Mainz-“ erhalten.
Im Personenverkehr wird Bischofsheim von S-Bahnen und Regionalzügen bedient, deutlich größer ist seine Bedeutung für den Güterverkehr: Mainz-Bischofsheim ist der größte Rangierbahnhof in der Region Frankfurt Rhein-Main.

## Geschichte

### Bahnhofsanlagen

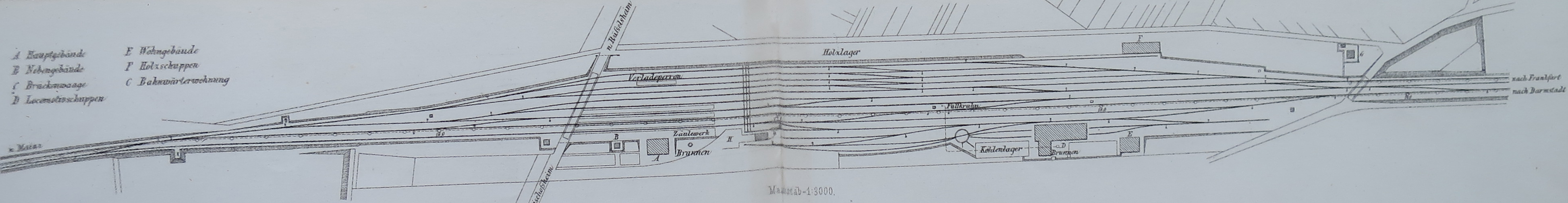
Gleisplan des Bahnhofs Bischofsheim 1870

Der Bahnhof wurde von der Hessischen Ludwigsbahn (HLB) für die Rhein-Main-Bahn (Mainz–Darmstadt–Aschaffenburg) eingerichtet, die hier 1858 in Betrieb ging. Nach Eröffnung der Mainzer Südbrücke über den Rhein 1862 war Bischofsheim der erste Halt nach Mainz, da der westlich benachbarte Bahnhof Mainz-Gustavsburg (damals: Gustavsburg-Kostheim) erst 1888 eingerichtet wurde. Anfang 1863 nahm die Mainbahn (Mainz–Frankfurt) den Betrieb auf. Sie zweigt in Bischofsheim von der Rhein-Main-Bahn ab. Bischofsheim wurde so zum ersten Eisenbahnknoten der HLB. Der Bahnhof, die Strecken und die HLB selbst gingen 1897 in der Preußisch-Hessischen Eisenbahngemeinschaft auf. Die Königlich Preußischen Staatseisenbahnen errichteten bis 1904 die Umgehungsbahn Mainz, deren südlicher Anschluss an das bestehende Eisenbahnnetz im Bahnhof Mainz-Bischofsheim hergestellt wurde. Der Bahnhof wurde in seiner Bedeutung für den Eisenbahnverkehr dadurch stark aufgewertet, ein großer Güterbahnhof entstand. Güter- und Personenverkehr wurden räumlich voneinander getrennt, indem der Personenbahnhof 500 Meter nach Westen verlegt wurde. 1900 erhielt der Bahnhof für 85.000 Mark eine elektrische Beleuchtung.

### Empfangsgebäude

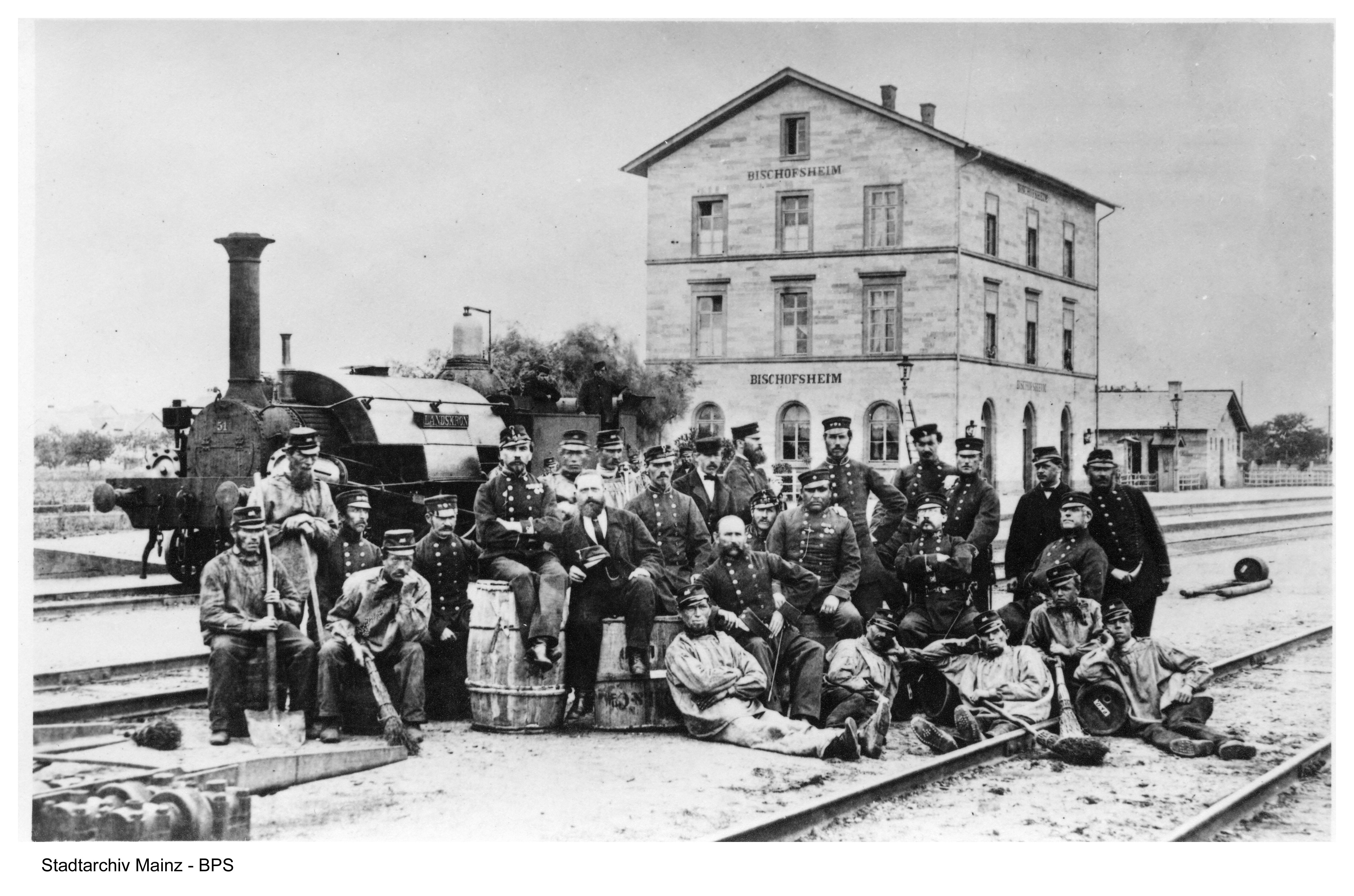
Bahnhofspersonal in Bischofsheim mit der Rangierlokomotive „Landskron“ vor dem ersten Empfangsgebäude (1867)

Das ursprüngliche, von der HLB errichtete Empfangsgebäude ist erhalten, aber nicht mit dem heutigen identisch. Es steht etwa 500 m östlich und dient heute dem Güterbahnhof. Es ist ein dreigeschossiger, traufständiger Mittelbau aus Sandstein. Die fünfachsige Fassade zur Straßenseite ist mittig durch einen dreiachsigen Mittelrisalit mit Giebel gegliedert. Die beiden eingeschossigen Seitenflügel wurden später, um 1870, angebaut. In der Nähe steht auch ein historischer Wasserturm. Beide Bauwerke sind Kulturdenkmäler nach dem Hessischen Denkmalschutzgesetz.
Im Zuge der Umbauarbeiten an den Bahnhofsanlagen wurde 1904 ein neues Empfangsgebäude errichtet, das heute noch in Betrieb steht. Es hat einen annähernd T-förmigen Grundriss, der einen giebelständigen Teil (Restaurant) und einen traufständigen Teil (Wartesaal) zusammenfügt. Aufgrund der Hanglage ist es straßenseitig eingeschossig, bahnsteigseitig zweigeschossig. Das wurde gleich anfangs genutzt, um eine Fußgängerüberführung zu dem Inselbahnsteig anzulegen. Die Anlage wurde in den 2000er Jahren modernisiert.

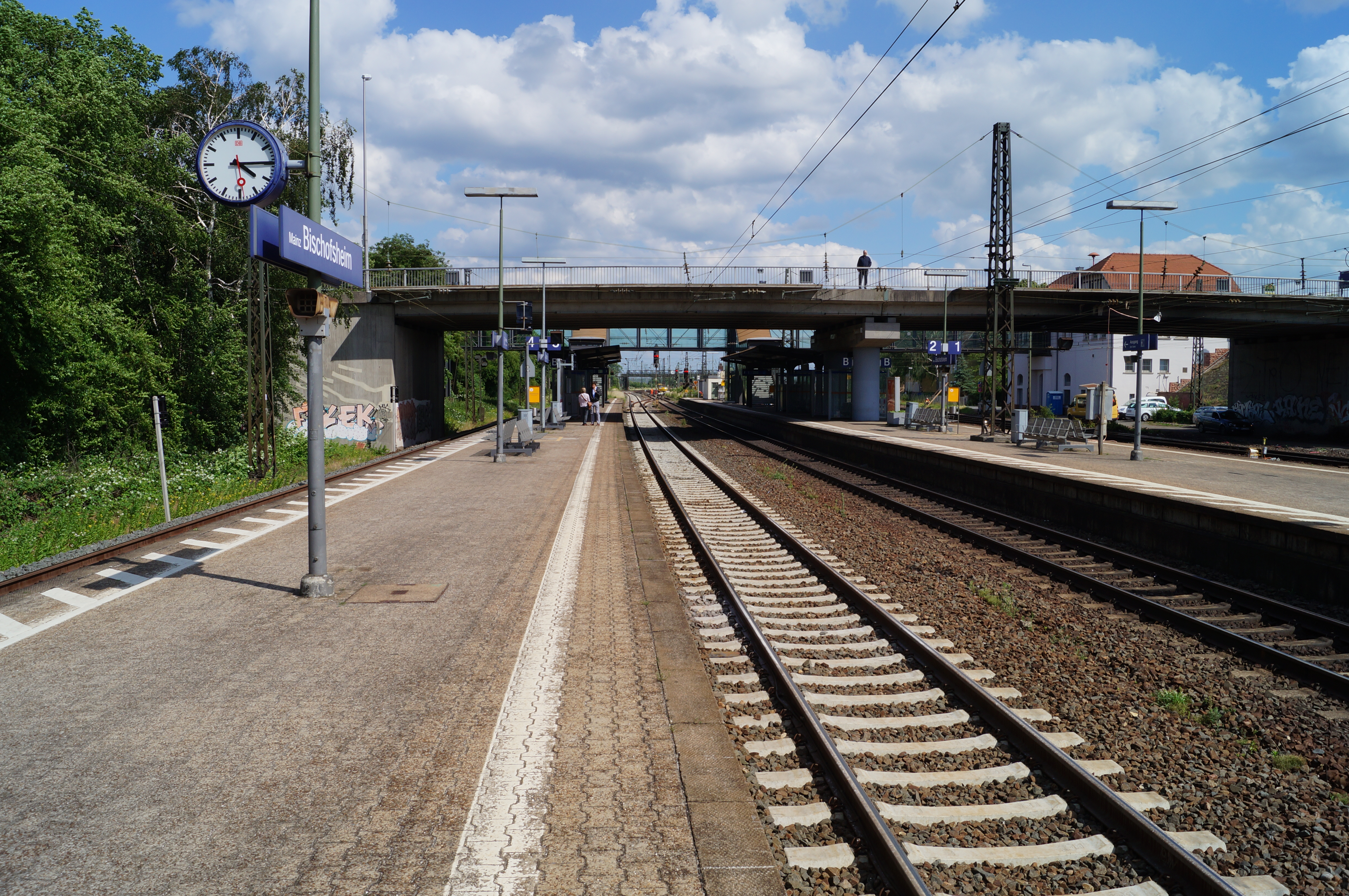
Bahnsteige des Bahnhofs Mainz-Bischofsheim

Das neue Empfangsgebäude wurde in Hanglage als massiver zweigeschossiger Bau im zeitgenössischen Jugendstil errichtet. Die gemauerten Geschosse sind verputzt, die Zwerchgiebel des Querbaues sind in Fachwerk ausgeführt. Der Zugang zum Bahnhof liegt im 1. Obergeschoss. Von dort aus sind die Bahnsteige über einen Steg erreichbar.
Nach zahlreichen baulichen Änderungen wurde das Gebäude 2002/03, am historischen Original orientiert, von der Gemeinde Bischofsheim zurückgebaut und modernisiert. Auf dem Bahnhofsvorplatz ist eine Skulptur des Bischofsheimer Künstlers Ludwig Gutzkow aufgestellt.

### Bezeichnung
Der Bahnhof wurde unter der Bezeichnung Bischofsheim in Betrieb genommen und 1904 in Bischofsheim (Hessen) umbezeichnet. Seit dem 1. Januar 1931 trägt er die heute noch verwendete Bezeichnung Mainz-Bischofsheim.

## Rangierbahnhof
Der Rangierbahnhof Mainz-Bischofsheim ist heute einer der bedeutendsten Bahnhöfe für die Bildung von Güterzügen im Rhein-Main-Gebiet. Südlich des Personenbahnhofs, südwestlich parallel zur Main-Rhein-Bahn Richtung Darmstadt, liegen 34 Gleise zur Zugbildung. Damit ist Bischofsheim der größte Rangierbahnhof zwischen Mannheim und Köln. Bischofsheim übernahm neben dem Bahnhof Frankfurt (Main) Ost unter anderem die Funktion des 1996 stillgelegten Frankfurter Hauptgüterbahnhofs.
Auf dem Rangierbahnhof arbeiten etwa 400 Personen, meist Rangierer und Lokführer. Pro Tag werden 500–600 Waggons zu Güterzügen zusammengestellt. Betreiber des Rangierbahnhofs ist DB Cargo.
Am Nordkopf des Rangierbahnhofs befindet sich der 1912 erbaute Wasserturm Bischofsheim. Direkt südlich davon (in Verlängerung der Bahnhofstraße) verband von 1900 bis 2013 ein 110 Meter langer eiserner Fußgängersteg den Kernort Bischofsheim mit der auf der anderen Seite des Rangierbahnhofs gelegenen Siedlung. Das ehemalige Reichsbahnbetriebswerk wurde 1945 in ein Bahnbetriebswerk Mainz-Bischofsheim für die Wartung von Lokomotiven und ein Bahnbetriebswagenwerk Mainz-Bischofsheim für den technischen Wagendienst aufgespalten. Heute wird ein Teil des ehemaligen Bahnbetriebswerks als Werk Mainz-Bischofsheim von DB Cargo zur Instandhaltung von Diesellokomotiven und Güterwagen genutzt. Der Ringlokschuppen für 23 Dampflokomotiven wurde saniert und ist als Wohngebäude genutzt.
Der Rangierbahnhof wurde 1900–1904 auf seine heutige Größe ausgebaut und war zeitweise der zweitgrößte in Süddeutschland. Die Anlagen sind Teil der Route der Industriekultur Rhein-Main (Teilstrecke Mainspitze).

## Verkehr
| Linie | Verlauf | Takt | Betreiber      |
| ----- | --- | --- | -------------- |
| S8    | Wiesbaden Hbf – Wiesbaden Ost – Mainz Nord – Mainz Hbf – Mainz Römisches Theater – Mainz-Gustavsburg – Mainz-Bischofsheim – Rüsselsheim Opelwerk – Rüsselsheim – Raunheim – Kelsterbach – Frankfurt am Main Flughafen Regionalbahnhof – Frankfurt (Main) Gateway Gardens – Frankfurt am Main Stadion – Frankfurt-Niederrad – (Frankfurt (Main) Hbf /) (nur HVZ) Frankfurt (Main) Hbf tief – Frankfurt (Main) Taunusanlage – Frankfurt (Main) Hauptwache – Frankfurt (Main) Konstablerwache – Frankfurt (Main) Ostendstraße – Frankfurt (Main) Mühlberg – Offenbach-Kaiserlei – Offenbach Ledermuseum – Offenbach Marktplatz – Offenbach (Main) Ost (– Mühlheim (Main) – Mühlheim (Main) Dietesheim – Steinheim (Main) – Hanau Hbf) (nur HVZ) | 30 min | DB Regio Mitte |
| S9    | Wiesbaden Hbf – Wiesbaden Ost – Mainz-Kastel – Mainz-Bischofsheim – Rüsselsheim Opelwerk – Rüsselsheim – Raunheim – Kelsterbach – Frankfurt am Main Flughafen Regionalbahnhof – Frankfurt (Main) Gateway Gardens – Frankfurt am Main Stadion – Frankfurt-Niederrad – Frankfurt (Main) Hbf tief – Frankfurt (Main) Taunusanlage – Frankfurt (Main) Hauptwache – Frankfurt (Main) Konstablerwache – Frankfurt (Main) Ostendstraße – Frankfurt (Main) Mühlberg – Offenbach-Kaiserlei – Offenbach Ledermuseum – Offenbach Marktplatz – Offenbach (Main) Ost – Mühlheim (Main) – Mühlheim (Main) Dietesheim – Steinheim (Main) – Hanau Hbf | 30 min | DB Regio Mitte |
| RE 2  | SÜWEX: Frankfurt (Main) Hbf – Frankfurt-Niederrad – Frankfurt (Main) Flughafen Regionalbf – Rüsselsheim – Mainz-Bischofsheim – Mainz Römisches Theater – Mainz Hbf – Ingelheim – Bingen (Rhein) Hbf – Bacharach – Oberwesel – Boppard Hbf – Koblenz Hbf Stand: Fahrplanwechsel Dezember 2021 | 120 min (zus. Züge wochentags zur HVZ)                                                                         | DB Regio Mitte |
| RE 3  | Nahe-Express: Frankfurt (Main) Hbf – Frankfurt-Niederrad – Frankfurt (Main) Flughafen Regionalbf – Rüsselsheim – Mainz-Bischofsheim – Mainz Römisches Theater – Mainz Hbf – Ingelheim – Bad Kreuznach – Bad Münster am Stein – Bad Sobernheim – Kirn – Idar-Oberstein – Türkismühle – St. Wendel – Neunkirchen (Saar) Hbf – Saarbrücken Hbf Stand: Fahrplanwechsel Dezember 2021 | 120 min (zus. Züge wochentags zur HVZ)                                                                         | vlexx          |
| RB 75 | Rhein-Main-Bahn: Wiesbaden Hbf – Mainz Hbf – Mainz Römisches Theater – (Mainz-Gustavsburg –) (stündlich) Mainz-Bischofsheim – Nauheim (b Groß Gerau) – Groß Gerau – Klein-Gerau – Weiterstadt – Darmstadt Hbf – Darmstadt Nord – Darmstadt-Kranichstein – Messel – Dieburg – Altheim (Hess) – Hergershausen – Babenhausen (Hess) – Stockstadt (Main) – Mainaschaff – Aschaffenburg Hbf Stand: Fahrplanwechsel Dezember 2021 | 25/35 min (wochentags) 25/35 min (Wiesb.–Darmstadt sa) 60 min (Darmstadt–Aschaffenb. sa) 60 min (so/feiertags) | HLB Hessenbahn |

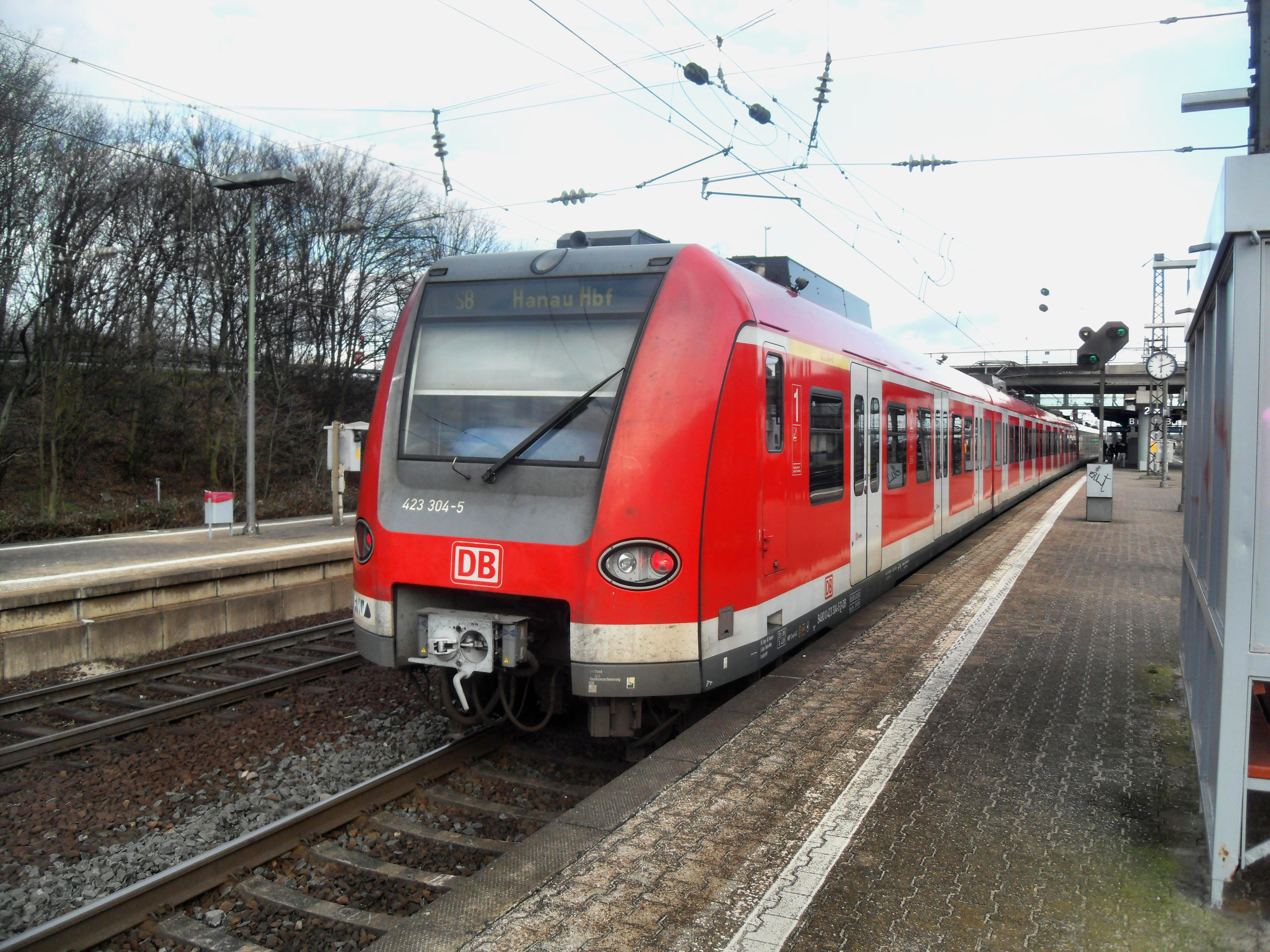
Triebzug der Baureihe 423 als S 8 nach Hanau im Bahnhof Bischofsheim

Bei Bauarbeiten und Betriebsstörungen wird der Bahnhof auch von Zügen des Schienenpersonenfernverkehrs als Ersatzhalt für den Mainzer Hauptbahnhof angefahren.